# Donavan Brazier
Donavan Lee Brazier (ur. 15 kwietnia 1997 w Grand Rapids, w stanie Michigan) – amerykański lekkoatleta specjalizujący się w biegach średniodystansowych.
W 2017 dotarł do półfinału biegu na 800 metrów podczas mistrzostw świata w Londynie. Uczestnik halowego czempionatu w Birmingham (2018). W 2019 zdobył złoty medal na mistrzostwach świata w Dosze.
Złoty medalista mistrzostw USA.
Stawał na najwyższym stopniu podium mistrzostw NCAA.

## Osiągnięcia
| Rok  | Impreza                   | Miejsce    | Konkurencja             | Lokata     | Wynik   |
| ---- | ------------------------- | ---------- | ----------------------- | ---------- | ------- |
| 2017 | Mistrzostwa świata        | Londyn     | bieg na 800 metrów      | półfinał   | 1:46,29 |
| 2018 | Halowe mistrzostwa świata | Birmingham | bieg na 800 metrów      | eliminacje | DQ      |
| 2019 | Mistrzostwa świata        | Doha       | bieg na 800 metrów      | 1. miejsce | 1:42,34 |
| 2022 | Halowe mistrzostwa świata | Belgrad    | sztafeta 4 × 400 metrów | eliminacje | 3:09,11 |
| 2022 | Mistrzostwa świata        | Eugene     | bieg na 800 metrów      | eliminacje | 1:46,72 |

## Rekordy życiowe
- Bieg na 400 metrów (hala) – 46,14 (27 lutego 2022, Spokane)
- Bieg na 600 metrów (hala) – 1:13,77 (24 lutego 2019, Staten Island) – rekord świata
- Bieg na 800 metrów (stadion) – 1:42,16 (3 sierpnia 2025, Eugene)
- Bieg na 800 metrów (hala) – 1:44,21 (13 lutego 2021, Nowy Jork) – rekord Ameryki Północnej, 7. wynik w historii światowej lekkoatletyki
- Bieg na 1500 metrów – 3:35,85 (3 lipca 2020, Portland)